# (32084) 2000 KP5
2000 KP5 (asteroide 32084) é um asteroide da cintura principal. Possui uma excentricidade de 0.13802460 e uma inclinação de 6.53641º.
Este asteroide foi descoberto no dia 28 de maio de 2000 por Spacewatch em Kitt Peak.